# 微軟Lumia 950
微軟Lumia 950和微軟Lumia 950XL是由微軟移動開發的Windows 10 Mobile智慧型手機。在2015年10月6日發佈。  Windows 10 推出後，Microsoft 已表示著手開發 Windows 10 Mobile。10 月 6 日 Microsoft 舉行發佈會，正式推出旗艦級手機 Lumia 950、Lumia 950 XL，

且此手機為 Microsoft Lumia系列中最後一台旗艦型手機。

## 主要特性

### 作業系統
在2015年10月6日，Lumia 950(XL)正式亮相，彼时其搭載的是 Windows 10 Mobile 预览版系统。正式发售后将搭载 Windows 10 Mobile 正式版。

### Display Dock 和 Continuum
微软为 Lumia 950 (XL) 推出了名为 Continuum 的新功能，即通过 Display Dock（微软手机盒子）连接显示器和键鼠，即可化身为桌面计算机，可以通过UWP（Universal Windows Platform）应用实现与桌面无异的办公体验。微软已经演示了 Lumia 950 XL 上的通用 Office 应用在桌面上的操作效果。

### 液冷系统
为了解决高通骁龙810处理器的发热问题，微软表示该款手机使用了液冷(Liquid cooling)系统。

### Windows Hello 与虹膜解锁
不同于时下流行的指纹验证方式，Lumia 950(XL)使用虹膜解锁方式，并搭配 Windows Hello 来使用。

## 外部連結

### 英文官网
- Microsoft Lumia 950 specifications （页面存档备份，存于）
- Microsoft Lumia 950 Dual SIM specifications （页面存档备份，存于）
- Microsoft Lumia 950 XL specifications （页面存档备份，存于）
- Microsoft Lumia 950 XL Dual SIM specifications （页面存档备份，存于）

### 中文官网
- 微软 Lumia 950  （页面存档备份，存于）
- 微软 Lumia 950 XL  （页面存档备份，存于）